# Louis Rougier
Pour les articles homonymes, voir Rougier.
 (avril 2016).
Si vous disposez d'ouvrages ou d'articles de référence ou si vous connaissez des sites web de qualité traitant du thème abordé ici, merci de compléter l'article en donnant les références utiles à sa vérifiabilité et en les liant à la section « Notes et références ».
Louis Rougier, né à Lyon le 10 avril 1889 et mort à Paris le 14 octobre 1982, est un philosophe français.

## Biographie
Agrégé de philosophie en 1915, il est professeur aux lycées de Gap, du Puy-en-Velay, d'Aix-en-Provence. Il enseigne la philosophie et les mathématiques au lycée d'Alger à partir de 1917. En 1920, il publie sa thèse de doctorat sous les titres La philosophie géométrique de Poincaré et Les paralogismes du rationalisme. Il exerce ensuite au lycée français Chateaubriand de Rome de 1921 à 1925. Il est nommé en qualité de professeur de philosophie à la faculté des lettres de l'université de Besançon en 1924 et y reste jusqu'en 1948. Il achève sa carrière à l'université de Caen en 1959. Au milieu des années 1920, il dirige une collection, « Civilisation et Christianisme », chez André Delpeuch.
Rougier est au croisement de deux courants d'idées importants des années 1930. Il est proche des idées du Cercle de Vienne et du positivisme logique : les membres du Cercle, dont Philipp Franck, appréciaient son ouvrage Les paralogismes du rationalisme. Par ailleurs, il est l'un des promoteurs du libéralisme, organisant le colloque Walter Lippmann à Paris en 1938, rassemblement d'intellectuels désireux de promouvoir les idées libérales.
Profondément anti-chrétien, il écrit beaucoup contre le christianisme. Dans Celse et le conflit de la civilisation antique et du christianisme primitif, il propose une reconstitution, une traduction et une édition critique du Discours véritable du philosophe païen Celse (IIe siècle apr. J.-C.), réponse au christianisme naissant. Louis Rougier met particulièrement en avant « l'intransigeance antipatriotique et subversive des communautés, qui tendaient à devenir un État dans l'État ».
A propos de Pétain, il écrit qu'il ne sait pas le plus souvent ce qu'il veut faire ; mais il sait toujours ce qu'il ne veut pas faire.
Après la Seconde Guerre mondiale, il affirme dans un livre (Mission secrète à Londres, puis Les accords secrets franco-britanniques - Histoire et imposture), avoir rencontré secrètement Lord Halifax, alors secrétaire d'état aux affaires étrangères dans le cabinet britannique, le 24 octobre 1940, le jour même de l'entrevue de Montoire entre Hitler et Pétain, pour y mener les accords Pétain-Churchill. S’il est vrai qu’il a bien été à Londres, les annotations du document qu’il rapporte ne sont pas de la main de Winston Churchill, et il semble en avoir altéré le texte avant de le publier,,.
Ses déclarations d’après-guerre sont par ailleurs niées par le Livre blanc, publié par le gouvernement britannique après 1945 et par des historiens de la période.
Selon Robert O. Paxton, il faut comprendre ces falsifications à la lueur de la stratégie mise en œuvre après la guerre par les milieux collaborationnistes pour appuyer la thèse, désormais refusée par la grande majorité des historiens, d'un « double jeu » pratiqué par le régime de Vichy.
Mis en cause pour son attitude à l'égard du régime de Vichy, il publie après la guerre des livres anti-gaullistes, comme Le Bilan du gaullisme. Proche des milieux néo-pétainistes, il est membre du comité directeur de l'Association pour la défense de la mémoire du maréchal Pétain dès sa création en 1951.
Dans La Défaite des vainqueurs, il évoque longuement son combat de longue haleine contre le blocus alimentaire de l'Europe continentale imposé par Churchill, qui l'avait imposé au motif que tout approvisionnement, en dernier ressort, profiterait à l'Allemagne nazie. Rougier explique que ce blocus a créé de graves problèmes de santé publique par carence alimentaire dans les pays qui le subissaient, notamment la France. Il avait dirigé à New York un journal en langue française dont le titre était Pour la Victoire, qui parut de 1942 à 1945.
En 1945, Rougier retourne rétrospectivement le reproche de la stratégie d'affamer les peuples contre Adolf Hitler en usant pour la décrire d'une expression nouvelle : la « guerre zoologique ». Il la définit comme une guerre de destruction des populations non-allemandes pour faire place à la race des maîtres. Cette formule ambiguë sera redécouverte dans les années 2010 et donnera lieu à un malentendu tenace. En effet, à partir de son ouvrage Les Hommes de Pétain, paru en 2011, qui fut d'ailleurs critiqué (avec ceux de Philippe Randa) par Bénédicte Vergez-Chaignon, spécialiste de la Seconde Guerre mondiale et de l'Occupation - le politologue et essayiste Philippe Valode soutiendra invariablement que Rougier, pour critiquer les nazis, est allé « jusqu'à utiliser l'expression de guerre zoologique, ce qui signifie, sans doute, dans son esprit, que les nazis tuent les Juifs comme des animaux ». Cependant, Rougier n'utilise apparemment cette expression qu'à la fin ou après la fin de la Seconde Guerre mondiale en Europe, dans un ouvrage paru au Canada, Créance morale de la France (1945), et l'universitaire Mathieu Marion, spécialiste de Rougier, l'interprète dans un tout autre sens. D'après lui, Rougier condamne « la stratégie mise en œuvre par Hitler pour affamer des nations entières (d'Europe de l'Est) afin de les affaiblir et d'élargir ainsi le Lebensraum du Reich allemand ».
Rougier a exercé une grande influence sur la Nouvelle Droite d'Alain de Benoist, surtout en raison de son anti-christianisme jamais démenti, et devient même l'une des têtes pensantes du GRECE. Il fait d'ailleurs partie, en été 1979, du comité de patronage de Nouvelle École, revue du GRECE. Il appartient en outre au comité d'honneur de l'Institut d'études occidentales.

## Ouvrages
- En marge de Curie, de Carnot et d'Einstein : études de philosophie scientifique, Chiron, 1921 ;
- La matière et l'énergie selon la théorie de la relativité et la théorie des quanta, Gauthier-Villars, 1921 ;
- La Structure des théories déductives. Théorie nouvelle de la déduction, Collection « Bibliothèque de Philosophie Contemporaine », Librairie Félix Alcan, 1921 ;
- La scolastique et le thomisme, Gauthier-Villars, 1925 ;
- Celse ou le conflit de la civilisation Antique et du Christianisme primitif, Collection « Civilisation et Christianisme », André Delpeuch, Éditions du siècle, 1925[15] ;
- La Mystique démocratique, ses origines, ses illusions, Flammarion, Bibliothèque de philosophie scientifique, 1929 ;
- Créance morale de la France, Montréal, Lucien Parizeau & Compagnie, 1945 ;
- Mission secrète à Londres, les accords Pétain-Churchill, 1e éd., A l'Enseigne du cheval ailé, 1946 ;
- Créance morale de la France, Collection « Hommes et mouvements », Éditions France-Empire, 1946 ;
- Le bilan du Gaullisme, S.l., 1946 ;
- La Défaite des vainqueurs, A l'Enseigne du Cheval Ailé, 1947 ;
- La France jacobine, A l'Enseigne du Cheval Ailé, 1947 ;
- La France en marbre blanc - Ce que le monde doit à la France, Collection « Bibliothèque du Cheval Ailé », Genève, Constant Bourquin, 1947 ;
- De Gaulle contre De Gaulle, Collection « La Pensée Libre », Éditions du Triolet, 1948 ;
- Les Mystiques économiques, Éditions Medicis, 1949 ;
- La France à la recherche d'une constitution, Sirey, 1952 ;
- Les accords secrets franco-britanniques - Histoire et imposture, Grasset, 1954, 250p.
- La Religion astrale des Pythagoriciens, Collection « Mythes et religions », Presses Universitaires de France, 1959 ;
- La métaphysique et le langage, Collection « Bibliothèque de philosophie scientifique », Flammarion, 1960 ;
- L'erreur de la démocratie française, L'Esprit Nouveau, 1963 ;
- Celse contre les chrétiens, Jean-Jacques Pauvert, 1965 ;
- Histoire d'une faillite philosophique : la Scolastique, Collection « Libertés » dirigée par J.-F. Revel, Jean-Jacques Pauvert, 1966 ;
- Le Génie de l'Occident, Robert Laffont, 1969 ;
- La genèse des dogmes chrétiens, Albin Michel, 1972 ;
- Le conflit du christianisme primitif et de la civilisation antique, Copernic 1977 ;
- Celse contre les chrétiens, la réaction paienne sous l'Empire romain, Collection « Théoriques », Copernic, 1977 ;
- Du paradis à l'utopie, Copernic, 1979 ;
- Astronomie et Religion en Occident, Presses Universitaires de France, 1980.

## Prix
- Prix Broquette-Gonin 1971 pour Le Génie de l'Occident.